# アンドラーシ・ジュラ (子)

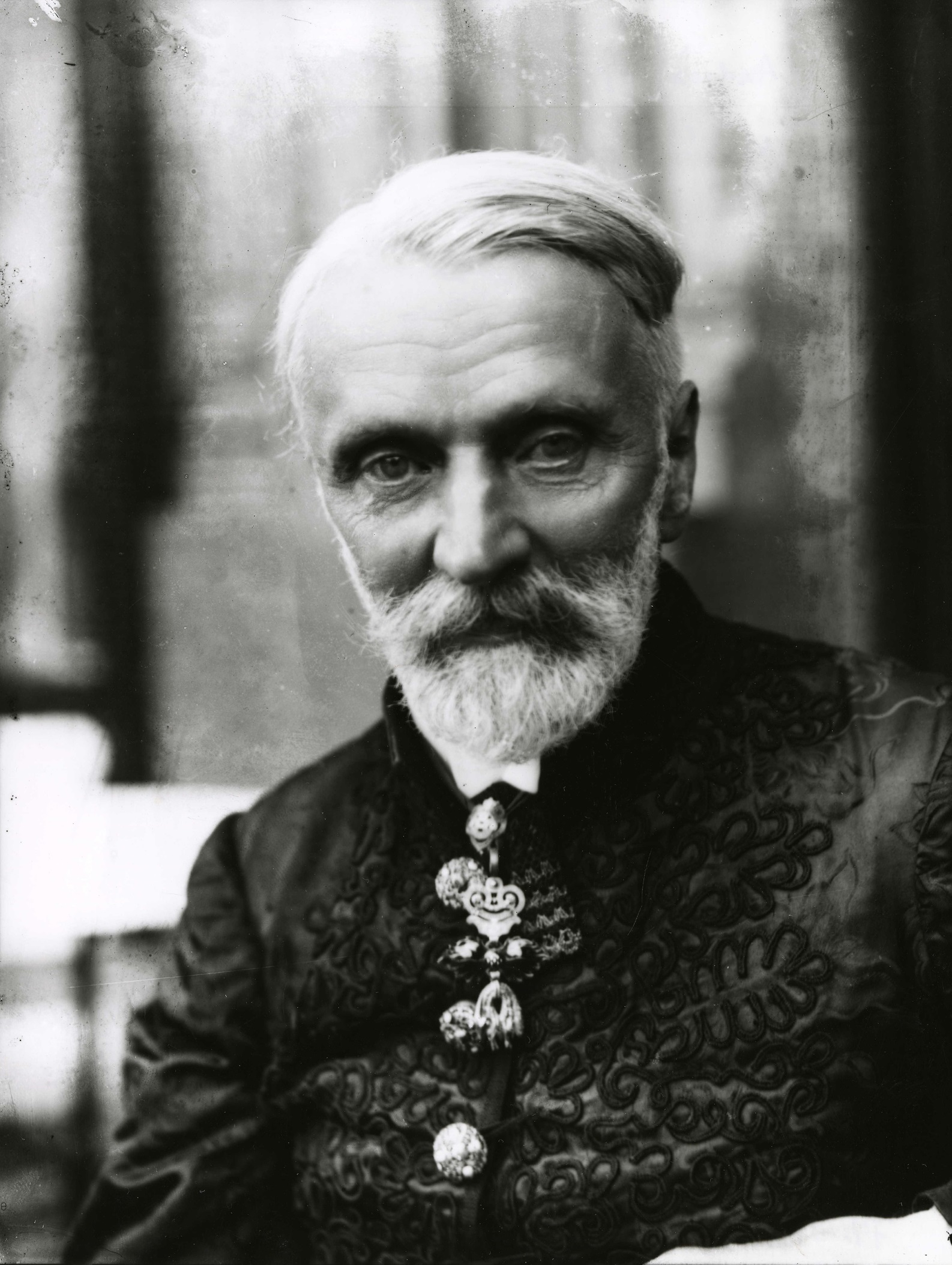
アンドラーシ・ジュラ2世

アンドラーシ・ジュラ伯爵（Andrássy Gyula, 1860年6月30日 - 1929年6月11日）は19世紀末から20世紀前半にかけてのハンガリー・オーストリア（オーストリア＝ハンガリー二重帝国）の貴族（伯爵）・政治家。二重帝国の共通外相を務めた。ドイツ名はユリウス（もしくはジュラ）・アンドラーシ（Julius (Gyula) Graf Andrássy der Jüngere）。「アンドラーシ・ジュラ2世」とも。

## 経歴
ハンガリー王国首相で二重帝国の共通外相も務めたアンドラーシ・ジュラの次男として生まれ、父と同じ名がつけられた。
1906年から1910年までハンガリー王国政府の内相を務め、第一次世界大戦末期の1918年10月末から11月初めまでのごく短期間、二重帝国の共通外相に就任して連合国との停戦に臨んだ。同年10月27日には、ウィルソン米大統領の覚書に応えてチェコスロヴァキアなど新国家の独立を受け入れそれらの国々との交渉する旨の申し出をおこなった。
クン・ベーラ政権時にはスイスに亡命したが、後に帰国。1921年にはかつての皇帝カール1世のハンガリー王復位運動に関与し、これを実現しようとしたが失敗した。その後は『世界大戦前史』などの著作活動にいそしんだ。